# (73176) 2002 HW6
2002 إتش دابليو 6 (ويعرف أيضًا باسم (73176) 2002 إتش دابليو 6 وفق تسمية الكوكب الصغير) (بالإنجليزية: 2002 HW6)‏ هو كويكب ضمن حزام الكويكبات؛ وترتيبه 73176 من حيث الاكتشاف.
اكتُشف هذا الجُرم الفلكي بواسطة تعقب الأجرام القريبة من الأرض في 18 أبريل 2002.

## وصلات خارجية
- (73176) 2002 HW6 في قاعدة بيانات مختبر الدفع النفاث لأجرام النظام الشمسي الصغيرة

- الاكتشاف · مخطط المدار ·  العناصر المدارية · المعلمات المادية

- (73176) 2002 HW6 على موقع ويكي سكاي: DSS2, SDSS, GALEX, IRAS, Hydrogen α, X-Ray, Astrophoto, Sky Map, Articles and images